# 越南新娘
越南新娘是指嫁給外國男子的越南女子。在一些比较宽裕的地方，例如中國大陸和台灣，有些成年男性因為在當地沒有婚姻競爭力找不到老婆而考虑出钱通過中介購買越南新娘。而对一些家裡條件不太好和受教育程度較低的越南少女，成為越南新娘亦可能是一个帮助到家裡的方法。不過這些越南女子往往是被欺騙而前往其他較發達地區，最終被拐賣而與他人為妻。
有些越南少女嫁到異國他鄉之后，先发现其实自己的老公其实都很穷困，结果就会去从事色情行业，亦有些越南新娘基于不同原因，拿到當地的身份证就後会想办法與自己老公离婚，甚至干脆离家出走 。

## 中國大陸
20世纪90年代，中越关系正常化以后，來到中國大陸的越南新娘人數日益增長。2002年之后，越南新娘的婚姻中介開始出现，服务地區主要為福建、江西、浙江、湖北、湖南和河南等地的一些農村。不過有一些越南新娘被拐賣至中國大陸境內，屬於非法婚姻。2010年，具有合法婚姻关系的越南新娘人數為4.7万人。2011年，广西公安厅估計无证越南新娘人数約為6.5万人以上。非法結婚的越南新娘並不受中國大陸法律承認。